# 896 (szám)
A 896 (római számmal: DCCCXCVI) egy természetes szám.

## A szám a matematikában
A tízes számrendszerbeli 896-os a kettes számrendszerben 1110000000, a nyolcas számrendszerben 1600, a tizenhatos számrendszerben 380 alakban írható fel.
A 896 páros szám, összetett szám, kanonikus alakban a 27 · 71 szorzattal, normálalakban a 8,96 · 102 szorzattal írható fel. Tizenhat osztója van a természetes számok halmazán, ezek növekvő sorrendben: 1, 2, 4, 7, 8, 14, 16, 28, 32, 56, 64, 112, 128, 224, 448 és 896.
Érinthetetlen szám: nem áll elő pozitív egész számok valódiosztóösszeg-függvényeként.
A 896 négyzete 802 816, köbe 719 323 136, négyzetgyöke 29,93326, köbgyöke 9,64057, reciproka 0,001116